# 中土尼日利亚
中土尼日利亚有限公司（英語：CCECC Nigeria），位于尼日利亚首都阿布贾机场路，是中国土木工程集团有限公司的全资子公司，负责运营尼日利亚境内的铁路。

## 历史
中国土木工程集团有限公司自1981年进入尼日利亚市场，并在1996年注册成立了全资子公司中土尼日利亚有限公司。
中土尼日利亚有限公司坚持属地化经营，中方员工与当地员工比例达到1:10，雇佣当地员工超过15000多人；坚持履行社会责任，捐资助学，抢险救灾，多任总统、州长等高级领导人给予高度评价。
2016年2月19日，尼日利亚交通部长罗蒂米·阿马埃奇在首都阿布贾说，尼日利亚的铁路将由中国土木工程集团尼日利亚有限公司运营。

## 参与项目
- 一个卫星通信地面控制中心（2007年）
- 拉各斯大桥改造项目[5]
- 尼日利亚铁路现代化项目（最初规划拉各斯-卡诺段；2008年尼日利亚交通部没钱暂停，改为先启动阿布贾至卡杜纳和拉各斯至伊巴丹段（阿卡铁路）（拉伊铁路）[6]；2016年签署卡杜纳-卡诺段协议[7]；2021开工[8] ；另外第4号补充实施协议项目主线（伊巴丹-卡杜纳段）全长616.14千米，新建双线铁路；支线段全长80.88千米，新建单线铁路[9][10]。）
  - 阿卡铁路[2]
  - 拉伊铁路
  - 卡卡铁路
  - 伊卡铁路
- 中线铁路[11]
- 尼日利亚交通大学[12]：尼日利亚交通大学建成后将是非洲首所交通大学，有望为尼日利亚培养大量交通和铁路工程领域的专业人才，填补相关领域的知识和技术缺口。

## 轶事
截至2019年8月，有4名中土尼日利亚公司的职工被授予尼日利亚酋长称号，其中包括李庆勇和孔涛。